# Elecciones locales de Cali de 2007
Las Elecciones locales de Cali de 2007 se llevarán a cabo el 28 de octubre de 2007 en la ciudad de Cali y en ellas se elegirán los siguientes cargos:
- Gobernador de Valle del Cauca
- Alcalde de Cali.
- 21 miembros del Concejo Municipal.
- Ediles de Juntas Administradoras Locales de 21 comunas y 18 corregimientos.